# Balkayası, Ağın
Balkayası là một xã thuộc huyện Ağın, tỉnh Elâzığ, Thổ Nhĩ Kỳ. Dân số thời điểm năm 2011 là 39 người.